# 申包胥
申包胥（？—？），芈姓，申氏，名包胥，一作勃苏，又称王孙包胥、棼冒勃苏，春秋时期楚国大夫，是楚王蚡冒的后代。相关事件有“申包胥哭秦庭”。

## 生平
申包胥一向与伍员（伍子胥）交好。伍员出逃时曾对申包胥说：“我必覆楚。”申包胥回答：“勉之！子能覆之，我必能兴之。”
周敬王十四年(前506年)柏舉之戰，伍员以吴国军力攻打楚国，攻入楚都郢，楚昭王出逃到随。伍员掘楚平王墓鞭尸。申包胥逃到山里，派人责备伍员说：“子之报仇，其以甚乎！吾闻之，人众者胜天，天定亦能破人。今子故平王之臣，亲北面而事之，今至于僇死人，此岂其无天道之极乎！”伍子胥回答：“为我谢申包胥曰，吾日暮途远，吾故倒行而逆施之。”
周敬王十五年(前505年)，申包胥为复国，来到秦国请求帮助，一开始不被答应，申包胥便在秦城墙外哭了七天七夜，滴水不进，终于感动了秦国君臣。秦哀公亲赋《无衣》，发战车五百乘，遣大夫子蒲、子虎救楚。吴国因受秦楚夹击，加之国内内乱而退兵。楚昭王复国后要封赏申包胥，他坚持不受，带一家老小逃进山中隐居。从此申包胥被列为中國的忠贤典范。
周敬王四十四年(前476年)，申包胥出使越國，向勾踐提出了“智为始，仁次之，勇次之”的建言。